# ماي برادفورد شيبرد
ماي برادفورد شيبرد (بالإنجليزية: May Bradford Shepherd)‏ هي طيارة أسترالية، ولدت في 1897 في Bega, New South Wales ‏ في أستراليا، وتوفيت في 24 يناير 1937.